# Парма (провинция)
Вижте пояснителната страница за други значения на Парма.
Парма (на италиански: Provincia di Parma) е провинция в Италия, в региона Емилия-Романя.
Площта ѝ е 3449 км², а населението – около 429 000 души (2001). Провинцията включва 44 общини, административен център е град Парма.

## Административно деление
Провинцията се състои от 44 общини:
- Парма
- Албарето
- Барди
- Бедония
- Берчето
- Боре
- Борго Вал ди Таро
- Бусето
- Валмоцола
- Варано де' Мелегари
- Варси
- Калестано
- Колекио
- Колорно
- Компиано
- Корнильо
- Лангирано
- Лезиняно де' Бани
- Медезано
- Монкио деле Корти
- Монтекиаруголо
- Невиано дели Ардуини
- Ночето
- Паланцано
- Пелегрино Парменсе
- Полезине Дзибело
- Рокабианка
- Сала Баганца
- Салсомаджоре Терме
- Сан Секондо Парменсе
- Сиса Треказали
- Солиняно
- Сораня
- Сорболо Медзани
- Теренцо
- Тицано Вал Парма
- Ториле
- Торноло
- Траверсетоло
- Фелино
- Фиденца
- Фонтевиво
- Фонтанелато
- Форново ди Таро